# Волик Іван Павлович
Іван Павлович Волик (нар. 1 липня 1950) — радянський футболіст, що грав на позиції півзахисника. Відомий за виступами у низці українських клубів другої та першої ліг. Чемпіон УРСР 1972 року. По завершенні ігрової кар'єри —радянський футбольний тренер та український футбольний арбітр.

## Клубна кар'єра
Іван Волик розпочав виступи в командах майстрів у 1971 році в складі команди другої ліги «Локомотив» з Донецька. Сезон 1972 року футболіст розпочав у складі іншої команди другої ліги «Буковина», проте протягом сезону перейшов до складу «Спартака» з Івано-Франківська, й вже цього ж року став у складі івано-франківської команди переможцем зонального турніру другої ліги, що на той час вважався чемпіонатом УРСР, і у перехідних матчах проти ризької «Даугави» івано-франківці здобули путівку до першої ліги. У 1973 році Волик грав у складі «Спартака» вже у першій лізі. У 1974 році Іван Волик перейшов до складу команди другої ліги «Авангард» з Ровно, в якому грав до кінця 1977 року, після чого завершив виступи на футбольних полях.

## Кар'єра тренера
З 1979 року Іван Волик працював начальником команди другої ліги «Авангард» з Ровно, а в 1984—1985 роках працював одним із тренерів клубу.

## Суддівська кар'єра
У 1988 році Іван Волик розпочав кар'єру футбольного арбітра. До 1988 року він судив матчі другої ліги СРСР, а з 1992 року судив матчі першої та другої ліга України. Суддівську кар'єру Іван Волик завершив у 1995 році, загалом як головний арбітр провів 6 матчів у другій лізі СРСР, 23 матчі в українській першій лізі, та 2 матчі в другій українській лізі.

## Досягнення
- Переможець Чемпіонату УРСР з футболу 1972, що проводився у рамках турніру в першій зоні другої ліги СРСР.